# Бастон (острова)
Бастон (тур. Baston Adaları) — острова в Турции, в проливе Митилини Эгейского моря, у эолийского побережья Малой Азии, напротив мыса Агрилья, юго-восточной оконечности греческого острова Лесбос, в древности известного как Малея  (Malea Promontorium), к юго-востоку от города Митилини и к северу от Алиага (древнего города Кима). С юга острова закрывают бухту Бадемлилиман, гавань города Бадемли. Административно относятся к району Дикили в иле Измир.
Включают в себя три маленьких острова общей площадью около 1 км². Крупнейший из них называется Гарип, имеет площадь около 0,35 км² и используется как оздоровительный курорт. Восточнее Гарипа расположен остров Калем. На архипелаге преобладает средиземноморский климат, поверхность островов покрыта средиземноморской растительностью. 
В древности известны как Аргинусские острова (др.-греч. Ἀργινούσαι, Ἀργινούσσαι, лат. Arginusae, Arginussae). Благодаря своему важному стратегическому расположению, в истории античного мира получили известность благодаря победе при Аргинусских островах, которую у их берегов одержали афиняне над спартанским флотом (в сентябре 406 года до н. э.). В конце XIII века архипелаг перешёл под фактический контроль османского флота. С 1923 года входит в состав Турецкой Республики.
Острова находятся в частной собственности.